# Skaterhockey-Oberliga 1986
Die Saison 1986 ist die 1. Spielzeit der Skaterhockey-Oberliga (auch Westdeutsche Oberliga, WOL), in der ein Deutscher Meister ermittelt wird. Ausrichter ist die Fachsparte Skaterhockey (FSH) im Deutschen Rollsport-Bund. Erster Deutscher Skaterhockey-Meister ist die Mannschaft aus Köln-Deutz, die als RSC Rheinland Köln/Team Deutz in die Saison gestartet ist und bis zum Saisonende in der offiziellen Verbandszeitschrift Rollsport so genannt wurde. Die ISHD führt den ersten Meister aber bereits unter dem Nachfolgenamen SCC Deutzer Haie.

## Teilnehmer
| Klub                          | Standort   | Vorjahr       |
| ----------------------------- | ---------- | ------------- |
| RSC Rheinland Köln/Team Deutz | Köln       | 1.            |
| RSC Rheinland Köln/Team West  | Köln       | 4.            |
| RSC Rheinland Köln/Team Niehl | Köln       | 3.            |
| Bullskater Düsseldorf         | Düsseldorf | 2.            |
| RSC Lichtenbroich             | Düsseldorf | Rheinlandliga |
| 1. SHC Essen                  | Essen      | Rheinlandliga |
| RSC Rheinland Bonn            | Bonn       | Rheinlandliga |

Anmerkung: Die Vorjahresplatzierung bezieht sich auf die Westdeutsche Liga der Saison 1985, in der bis zu diesem Zeitpunkt nur ein Westdeutscher Meister ermittelt wurde. Durch die Aufnahme der Sportart Skaterhockey in den Deutschen Rollsport-Bund wird in der Saison 1986 erstmals ein Deutscher Meister ermittelt.

## Modus
Die Oberliga geht mit sieben Mannschaften an den Start. Jede Mannschaft trifft in Hin- und Rückspiel sowie in einem Spiel auf neutralem Platz auf jede andere Mannschaft. Für einen Sieg gibt es zwei Punkte, für ein Unentschieden einen Punkt. Bei Punktgleichheit zum Ende der Hauptrunde entscheidet der direkte Vergleich über die Rangfolge. Die Mannschaft, die die Saison auf dem ersten Platz beendet, ist Deutscher Meister.

## Tabelle
|    | Mannschaft                    | Sp | Tore    | +/-  | P     |
| -- | ----------------------------- | -- | ------- | ---- | ----- |
| 1. | RSC Rheinland Köln/Team Deutz | 18 | 139:057 | +082 | 30:06 |
| 2. | Bullskater Düsseldorf         | 18 | 203:058 | +145 | 27:09 |
| 3. | RSC Rheinland Köln/Team West  | 18 | 112:086 | +026 | 22:14 |
| 4. | RSC Rheinland Köln/Team Niehl | 18 | 104:096 | +08  | 16:20 |
| 5. | 1. SHC Essen                  | 18 | 086:101 | −015 | 16:20 |
| 6. | RSC Lichtenbroich             | 18 | 093:098 | −05  | 13:23 |
| 7. | RSC Rheinland Bonn            | 18 | 048:141 | −093 | 02:34 |

## Aufsteiger
Aus der Rheinlandliga steigen die Crash Eagles Kaarst als Erster und die Bullskater Düsseldorf/Team Rams als Zweiter der Aufstiegsrunde auf. Die Rams gliedern sich zur Saison 1987 aus und gründen als Düsseldorf Rams einen eigenständigen Verein.

## Ausgliederung
Im Laufe des Jahres 1986 wurde der Skaterhockey-Club Cologne gegründet, der sich aus dem RSC Rheinland ausgegliedert hat. Bis zum Ende der Saison 1986 wurde die Mannschaft noch als RSC Rheinland Köln/Team Deutz in den offiziellen Tabellen geführt. Der Verband vermerkte die Ausgliederung erst zum 1. Januar 1987. Zur Saison 1987 übernimmt die Mannschaft unter dem Namen SCC Deutzer Haie den Platz des RSC-Teams aus Deutz in der Oberliga. Die ISHD führt den ersten Deutschen Meister dennoch bereits unter der Bezeichnung SCC Deutzer Haie.

## Fusion
Das Team Köln-Niehl und das Team Köln-Vingst im RSC Rheinland schließen sich zur kommenden Saison zum RSC Rheinland Köln/Team Vingst zusammen.